# 日置川

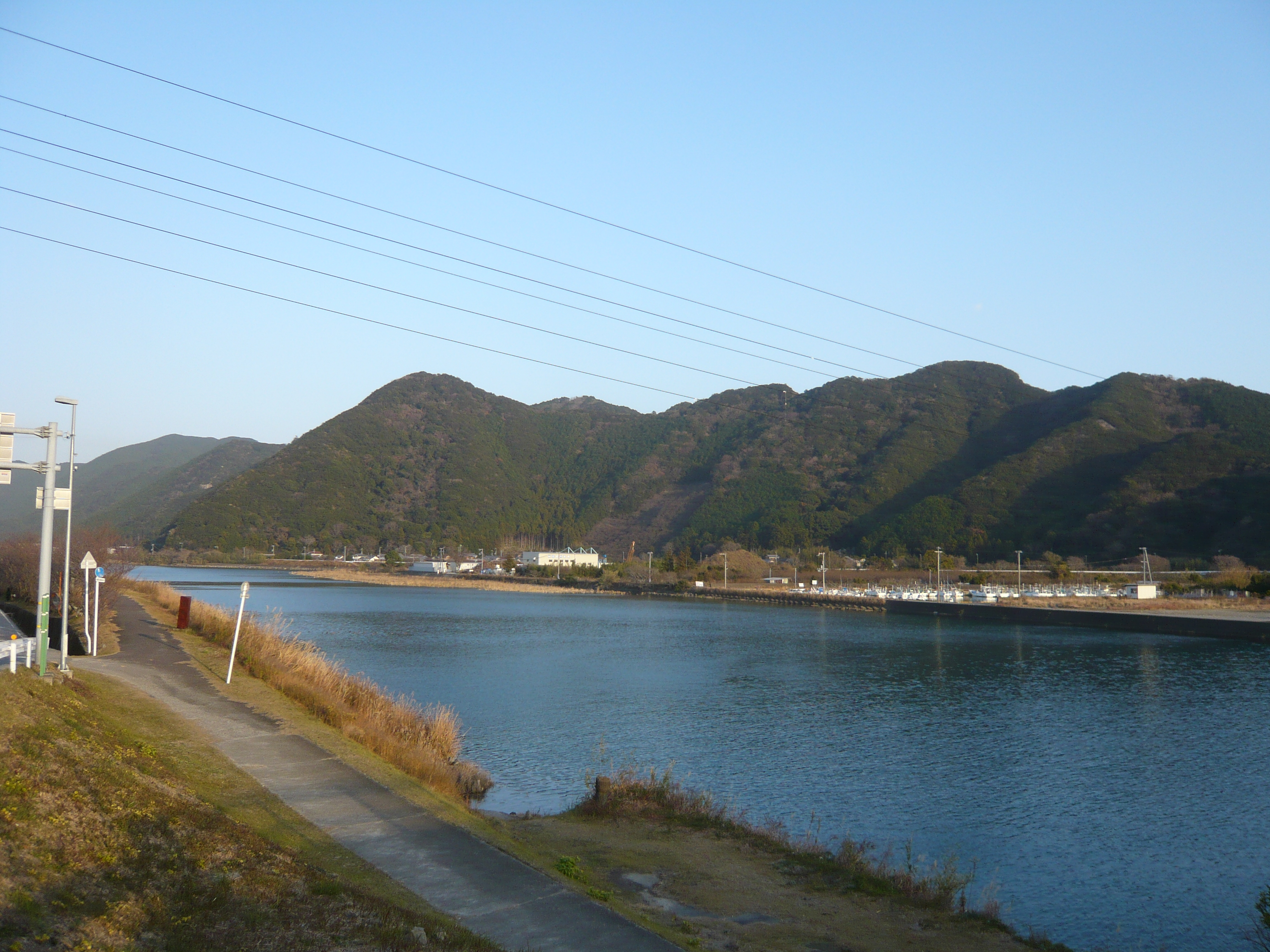
日置川。日置川大橋西側より撮影

日置川（ひきがわ）は、主に和歌山県中南部を流れる二級水系の本流。水系流域の源流部に奈良県吉野郡十津川村の一部が含まれるが、河川法により和歌山県が県内の区間を指定して管理している。
中流から下流域と百閒山を源流とする熊野川（いやがわ）流域が日置川県立自然公園に指定されている。河口の沿岸には吉野熊野国立公園の指定区域となっている志原海岸（志原千畳敷、離岸流が発生するので遊泳禁止だが遊歩道がある）がある。
かつては河口にあった地方自治体の名称にもなっていた（現在は白浜町の一部）。

## 地理
果無山脈の千丈山（せんじょうざん、標高1027m）北東麓に源を発する。著しく屈曲を繰り返しつつ概ね南流。和歌山県西牟婁郡白浜町日置で太平洋に注ぐ。沿岸の大半は森林で、田辺市（旧大塔村）合川（ごうがわ）に殿山ダム（合川ダム）がある。支流、熊野川（いやがわ）の上流部には百間山渓谷があるほか、安川には内山りゅうが絶賛した安川渓谷がある。
主な支流に、殿山ダムに注ぎ込む熊野川（いやがわ）、前ノ川、将軍川などがあり、これら一帯が三川地区と呼ばれた。
「紀伊半島最後の清流」の肩書を持つ県内屈指の清流として知られ、古座川、熊野川支流の北山川と並び、環境基準で全流域が最高のAA類型となっている。源流からの高低差があり、穿入蛇行が多く川の流れが強いためカヌーやカヤックを用いたラフティングが盛んなほか、ダム以南の中流域では、初夏から秋にかけてアユ釣りを行なう釣り人たちの姿が目立ち、友釣りの一つ、泳がせ釣りの発祥地ともいわれる。上流は軒並み険阻な谷間が連続するが、田辺市中辺路町近露（旧・中辺路町）には集落が開けている。穿入蛇行によって下流には扇状地、段丘が発達、後述する安居（あご）のほか田野井、安宅といった中小規模の集落が交互に点在し、河口の左岸に日置の中心集落が見られる。
熊野詣の難所でもあり、白浜町安居（あご）地区では渡し船が行われ、観光渡し船が運航されていたこともあった。
殿山ダム周辺の白浜町市鹿野（いちかの）は県最大規模の茶産地で、川添茶の産地。下流の集落は水田が広がるほか、山あいの斜面ではウメ栽培も盛んとなっている。

## 流域の自治体
- 奈良県
  - 吉野郡十津川村
- 和歌山県
  - 田辺市、西牟婁郡白浜町

## 並行する交通

### 道路
- 国道371号（中流部で並行）
- 和歌山県道37号日置川大塔線（下流部で並行）

## 橋脚
- 日置大橋
- 日置川橋
- 安宅橋
- 久木橋
- 宇津木橋
- 市鹿野橋
- 小谷橋
- 三川大橋

など